# 244P/Scotti
244P/Scotti è una cometa periodica appartenente alla famiglia delle comete gioviane; la cometa è stata scoperta il 30 dicembre 2000 ma già il giorno dopo l'annuncio ufficiale della scoperta erano state scoperte immagini risalenti al 29 novembre 2000: la sua riscoperta il 18 settembre 2009 ha permesso di numerarla.

## Orbita
Caratteristiche orbitali di questa cometa sono la bassa eccentricità e la piccola MOID col pianeta Giove, quest'ultima caratteristica comporta passaggi molto ravvicinati tra i due corpi con conseguenti cambiamenti, anche notevoli, degli elementi orbitali della cometa: il 20 settembre 1998 i due corpi sono passati a sole 0, 0567 U.A., il 13 maggio 2136 passeranno a 0,2008 U.A.